# 三泉公園
三泉公園是中華人民共和國上海市靜安區的一個公園。面積40.8畝，內有銀泉湖。該公園由上海市園林設計院設計，於1997年12月1日建成開放。2002年，三泉公园被評為三星級公園。2003年，由于管理不当，三泉公园由三星级降为二星级。2023年2月，三泉公园获评上海市四星级公园。